# Daniel Doheny
Daniel Doheny (Vancouver, 13 dicembre 1991) è un attore canadese, noto per aver recitato in Adventures in Public School e nei film Netflix Alex Strangelove ed Il pacco.

## Biografia

### Primi anni di vita e istruzione
Doheny è nato nel 1990 o 1991 a Vancouver, nella provincia canadese della Columbia britannica, dove si è diplomato alla Lord Byng Secondary School nel 2008. Ha poi continuato a frequentare Studio 58, un programma di formazione teatrale professionale presso il Langara College, dove si è diplomato nel 2012.

### Carriera
Nel 2013, Doheny ha interpretato sei ruoli in Amleto e La dodicesima notte durante la stagione estiva del Bard on the Beach. È tornato sul palco del Bard nel 2016 in Le allegre comari di Windsor.
Doheny fa anche parte della troupe di sketch comedy HumanTown, che ha vinto il concorso Canadian Broadcasting Corporation's ComedyCoup nel 2014. Come parte del premio, la troupe ha scritto, prodotto e recitato in uno speciale comico omonimo andato in onda su CBC Television nel 2016.
La sua carriera di attore cinematografica è iniziata nel 2012 quando è apparso nel film Hart Attack: First Gear nel ruolo del personaggio Dane Jermaine. Nel 2017 ha recitato nel film Adventures in Public School ed in un episodio della serie Supernatural. L'anno seguente ha recitato da protagonista nel film Alex Strangelove e in Il pacco.

## Filmografia

### Attore

#### Cinema
- Hart Attack: First Gear, regia di Kyle Burchett (2012)
- False Fiend, regia di Kajetan Kwiatkowski – cortometraggio (2013)
- Getting There, regia di Brendan Prost – cortometraggio (2014)
- Adventures in Public School, regia di Kyle Rideout (2017)
- Alex Strangelove, regia di Craig Johnson (2018)
- Il pacco (The Package), regia di Jake Szymanski (2018)
- Drinkwater, regia di Stephen S. Campanelli (2021)
- The Order, regia di Justin Kurzel (2024)

#### Televisione
- HumanTown, regia di Vivieno Caldinelli – cortometraggio TV (2016)
- Supernatural – serie TV, 1 episodio (2017)
- Superbook – serie TV, 1 episodio (2019)
- Loudermilk – serie TV, 1 episodio (2020)
- Al nuovo gusto di ciliegia (Brand New Cherry Flavor), regia di registi vari – miniserie TV (2021)
- Day of the Dead – serie TV, 10 episodi (2021)

### Doppiatore
- Beyblade Burst – serie TV, 1 episodio (2018)
- Doragaria rosuto – videogioco (2018)
- Ninjago: Masters of Spinjitzu (Lego Ninjago: Masters of Spinjitzu) – serie TV, 1 episodio (2019)
- Ninjago – serie TV, 1 episodio (2019)
- Deady Freddy, regia di Alicia Eisen – cortometraggio (2019)
- My Little Pony - Pony Life (My Little Pony: Pony Life) – serie TV, 3 episodi (2020)

### Sceneggiatore
- Hart Attack: First Gear, regia di Kyle Burchett (2012)
- HumanTown, regia di Vivieno Caldinelli – film TV (2016)

## Riconoscimenti
- 2018 – Leo Awards
  - Best Lead Performance by a Male in a Motion Picture per Adventures in Public School
- 2018 – UBCP Awards
  - Best Emerging Performer per Adventures in Public School
- 2019 – Young Entertainer Awards
  - Best Leading Young Actor – Independent or Film Festival Feature Film per Il pacco
- 2022 – Vancouver Film Critics Circle
  - Nomination Miglior attore in un film canadese per Drinkwater